# Puteri
Puteri är en sjö i kommunen Saarijärvi i landskapet Mellersta Finland i Finland. Den är 5,7 meter djup. Arean är 38 hektar och strandlinjen är 3,57 kilometer lång. Sjön  ingår i Kymmene älvs huvudavrinningsområde.   Den ligger omkring 53 kilometer nordväst om Jyväskylä och omkring 280 kilometer norr om Helsingfors. 